# Lîceanî, Kiverți
Lîceanî (în ucraineană Личани) este un sat în așezarea urbană Țuman din raionul Kiverți, regiunea Volînia, Ucraina.

## Demografie
Componența lingvistică a localității Lîceanî
     Ucraineană (98,65%)
     Rusă (1,12%)
     Alte limbi (0,22%)
Conform recensământului din 2001, majoritatea populației localității Lîceanî era vorbitoare de ucraineană (98,65%), existând în minoritate și vorbitori de rusă (1,12%).